# Serge Brammertz
Serge baron Brammertz (Eupen, 17 februari 1962) is een Belgisch jurist. Hij volgde in 2007 Carla Del Ponte op als hoofdaanklager van het Joegoslaviëtribunaal. Brammertz komt uit een Duitstalige familie en spreekt daarnaast vloeiend Frans, Nederlands en Engels.

## Levensloop
Brammertz studeerde rechten aan de UCL in Louvain-la-Neuve, criminologie aan de Universiteit van Luik en rechten aan de Duitse Albert-Ludwigs-Universität in Freiburg, waar hij ook promoveerde.
Brammertz begon zijn juridische loopbaan als advocaat in Verviers en maakte in 1989 de overstap naar de overheid, waar hij Procureur des Konings in Eupen was. In 1997 werd hij tot federaal procureur benoemd.
In 2003 werd hij plaatsvervangend aanklager bij het Internationaal Strafhof in Den Haag, met als belangrijkste taken het onderzoek naar mensenrechtenschendingen in Oeganda, Darfoer en Congo. Zijn opvolger in 2008 was hier de Canadees Daniel Bellemare.
In 2007 volgde Brammertz Carla Del Ponte op als hoofdaanklager van het Joegoslaviëtribunaal. Tot eind 2007 leidde hij nog het onderzoek van de Verenigde Naties naar de moord op de Libanese ex-premier Rafik Hariri en anderen in Libanon, het onderzoek ter wille waarvan het Libanontribunaal gevormd is.
Sinds 29 februari 2016 is hij hoofdaanklager van het Internationaal Restmechanisme voor Straftribunalen. Dit mechanisme is bedoeld om het werk van het Joegoslavië-tribunaal en het Rwanda-tribunaal af te ronden.

## Eerbetoon
- Op 28 april 2007 werd  Brammertz bevorderd tot Grootofficier in de Kroonorde.
- Op 20 oktober 2015 werd hij persoonlijk opgenomen in de niet-erfelijke Belgische adel, met de persoonlijke titel van baron.

## Publicaties
- Serge Brammertz, Stefan De Vreese & Jef Thys, Collaboration policière transfrontalière : étude des modalités de la participation belge à des projets internationaux de collaboration policière de portée régionale, Politeia, Brussel, 1993
- Serge Brammertz, Grenzüberschreitende polizeiliche Zusammenarbeit am Beispiel der Euregio Maas-Rhein, Iuscrim, Fribourg-en-Brisgau, 1999
- Serge Brammertz, Christian De Valkeneer & Adrien Masset, Poursuites pénales et extraterritorialité - Strafprocesrecht en extraterritorialiteit, La Charte/Die Keure, Brussel/Brugge, 2002